# 1935 Lucerna
1935 Lucerna је астероид главног астероидног појаса чија средња удаљеност од Сунца износи 2,625 астрономских јединица (АЈ).
Апсолутна магнитуда астероида је 13,0.